# Arrojadoa albiflora
Arrojadoa albiflora là một loài thực vật có hoa trong họ Cactaceae. Loài này được Buining & Brederoo mô tả khoa học đầu tiên năm 1975.